# Lluïsa de Baviera
Lluïsa de Baviera, duquessa de Baviera (Múnic, 30 d'agost de 1808 - 25 de gener de 1892) fou una princesa de Baviera amb el tractament d'altesa reial de la qual descendeix el rei Albert II de Bèlgica, el gran duc Enric I de Luxemburg o el cap de la Casa reial italiana, el príncep Víctor Manuel de Savoia.

## Biografia
Era filla del rei Maximilià I Josep de Baviera i de la princesa Carolina de Baden. La princesa rebé el títol de princesa de Baviera i d'altesa reial.
Casada l'any 1828 amb el seu cosí, el duc Maximilià de Baviera, per compensar-la del destí poc elevat que li havia tocat, el rei Maximilià permeté que tots els descendents de la princesa figuressin a la llista de successió al tron bavarès i que rebessin el tractament d'altesa reial.
La parella s'instal·là entre Múnic i el castell de Possenhofen, propietat de la família del duc Maximilià. Tingueren nou fills:
- SAR el príncep Lluís de Baviera, nat el 1831 a Múnic i mort el 1920 a Múnic. Es casà morganàticament amb Henriette Mendel, creada senyora van Wallersee, de la qual es divorcià per casar-se amb Barbara Antonie Barth, creada senyora von Bartolf, de la qual també es divorcià el 1913.
- SAR el príncep Guillem de Baviera, nat el 1832 i mort el 1833 a Múnic.
- SAR la princesa Helena de Baviera, nascuda a Múnic el 1834 i morta a Ratisbona el 1890. Es casà amb el príncep Maximilià de Thurn und Taxis.
- SAR la princesa Elisabet de Baviera, nascuda a Múnic el 1836 i morta el 1898 a Ginebra. Es casà amb l'emperador Francesc Josep I d'Àustria.
- SAR el príncep Carles Teodor de Baviera, nascut a Múnic el 1839 i mort el 1909 a Kreuth. Es casà en primeres núpcies amb la princesa Sofia de Saxònia i en segones núpcies amb la infanta Maria Josepa de Portugal.
- SAR la princesa Maria Sofia de Baviera, nascuda a Possenhofen el 1841 i morta a Múnic el 1925. Es casà amb el rei Francesc II de les Dues Sicílies.
- SAR la princesa Matilde de Baviera, nascuda a Possenhofen el 1847 i morta el 1897 a París. Es casà amb el príncep Lluís de les Dues Sicílies, comte de Trapi.
- SAR la princesa Sofia Carlota de Baviera, nascuda a Possenhofen el 1847 i morta a París el 1890. Es casà amb el príncep Ferran d'Orleans.
- SAR el príncep Maximilià de Baviera, nascut a Múnic el 1849 i mort a Feldading el 1893. Es casà amb la princesa Amàlia de Saxònia-Coburg Gotha.

Lluïsa morí al Castell de Possenhofen l'any 1892 envoltada de tots els seus fills vius. Els últims esdeveniments entre els quals s'hi trobaven el suïcidi del seu net l'arxiduc-hereu Rodolf d'Àustria; la mort de la seva filla, la princesa Sofia de Baviera en un incendi en un centre comercial parisenc; i el trencament del compromís entre la princesa Sofia de Baviera i el rei Lluís II de Baviera.